# Haval H2
| Sterne im C-NCAP-Crashtest (2015) |

Der Haval H2 ist ein Sport Utility Vehicle der zum chinesischen Automobilhersteller Great Wall Motor gehörenden Marke Haval.

## Geschichte
Das Fahrzeug debütierte im April 2014 auf der Beijing Auto Show und kam noch im selben Monat in China in den Handel. Der H2 war in China in einer „Red Label“-Variante und einer „Blue Label“-Variante erhältlich. Diese unterscheiden sich am Kühlergrill und im Innenraum voneinander. Die „Label“-Strategie führte Haval Ende 2016 ein, die bis dahin angebotene Version des SUV entsprach der „Red Label“-Variante. Ab Juni 2019 verkaufte Haval den H2 auch in Italien.

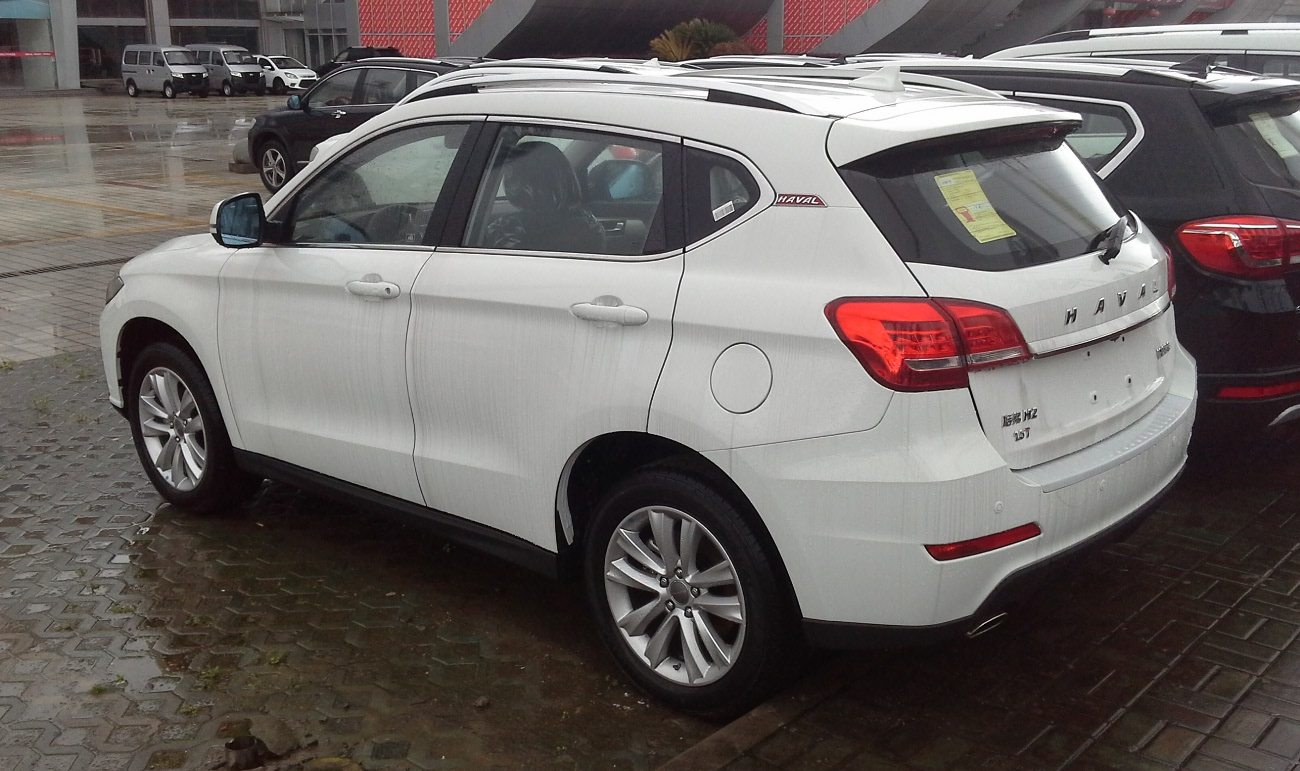
Haval H2 Red Label – Heckansicht
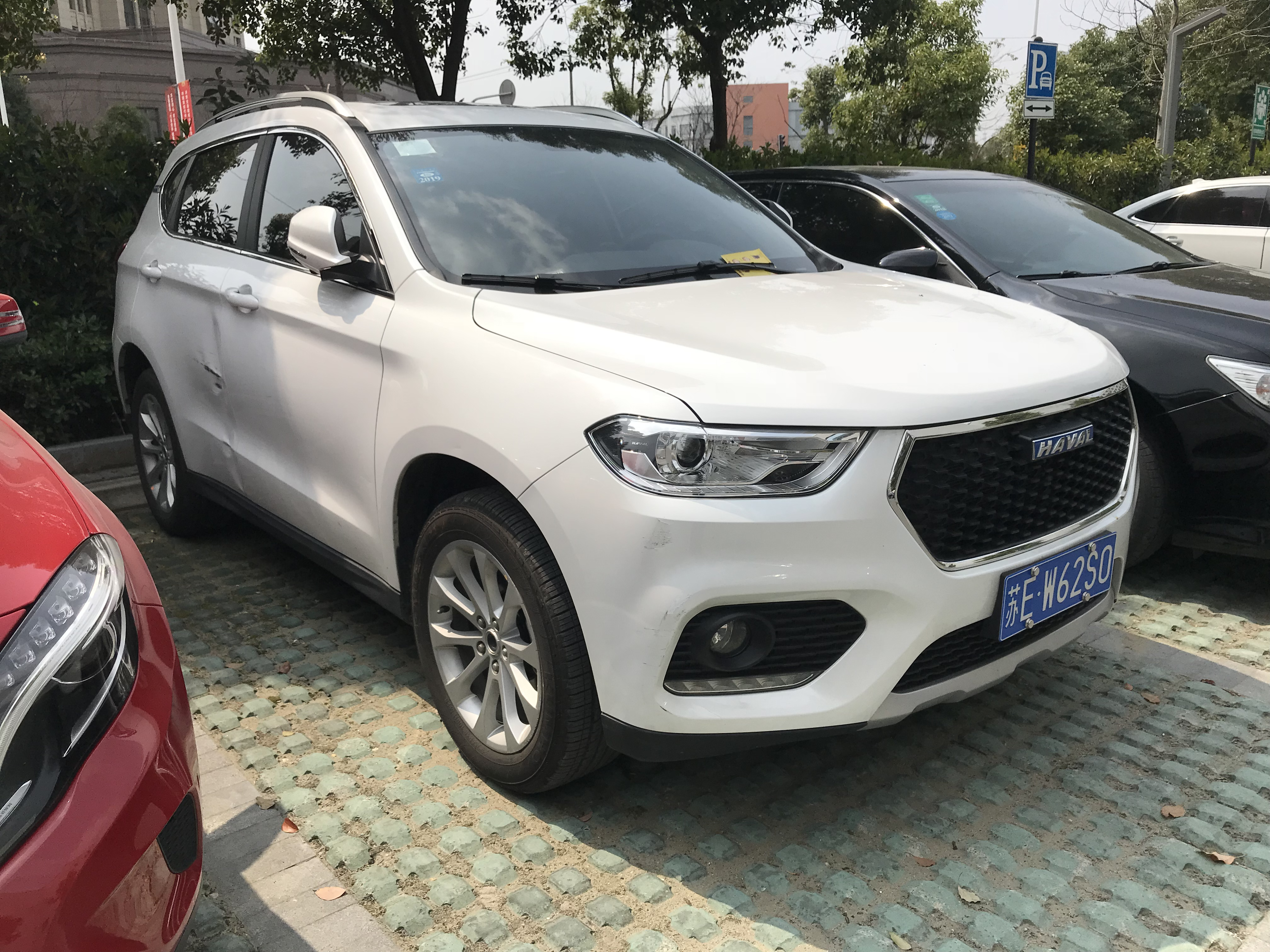
Haval H2 Blue Label (2016–2021)

## Technische Daten
Den Antrieb im H2 übernimmt ein 110 kW (150 PS) starker 1,5-Liter-Ottomotor.
|                                             | 1.5                              |
| Bauzeitraum                                 | 04/2014–02/2021                  |
| Motorkenndaten                              |                                  |
| Motortyp                                    | R4-Ottomotor                     |
| Hubraum                                     | 1497 cm³                         |
| max. Leistung bei min−1                     | 110 kW (150 PS) / 5600           |
| max. Drehmoment bei min−1                   | 210 Nm / 2200–4500               |
| Kraftübertragung                            |                                  |
| Antrieb, serienmäßig                        | Vorderradantrieb                 |
| Antrieb, optional                           | Allradantrieb                    |
| Getriebe, serienmäßig                       | 6-Gang-Schaltgetriebe            |
| Getriebe, optional                          | 7-Stufen-Doppelkupplungsgetriebe |
| Messwerte                                   |                                  |
| Höchstgeschwindigkeit                       | 180 km/h                         |
| Beschleunigung, 0–100 km/h                  | 11,9 s                           |
| Kraftstoffverbrauch auf 100 km (kombiniert) | 8,6 l Super                      |